# 2000 في ألمانيا
هذه القوائم التالية بالأحداث التي حدثت خلال عام 2000م في ألمانيا

## تعيينات

### المستوى الفدرالي
- رئيس ألمانيا، يوهانس راو
- مستشار، غيرهارد شرودر

## وفايات
- 4 يناير : ديثر كريبس، ممثل وكوميدي ألماني (مواليد 1947)
- 22 مايو : إرنست ديتر لويج، صحفي (مواليد 1930)
- 15 أكتوبر : كونراد بلوخ، كيميائي حيوي (مواليد 1912)